# Анджолини, Гаспаро
Гаспаро Анджолини (итал. Domenico Maria Angiolo Gasparini; 9 февраля 1731 года, Флоренция — 6 февраля 1803 года, Милан) — балетмейстер, хореограф и композитор, работавший в различных театрах Италии а также в придворных театрах Вены и Санкт-Петербурга. Наравне с Ж.-Ж. Новерром — крупнейший мастер и теоретик театрального классицизма.

## Биография
Хореографическое образование получил в Северной Италии, работал в Венеции, Флоренции, Турине. Кроме хорошей хореографической подготовки, имел литературные способности и музыкальные навыки. Это позволило ему быть одновременно балетмейстером, композитором, либреттистом. Будучи в Вене танцовщиком познакомился с деятельностью Франца Хильфердинга, который развивал там жанр действенного балета, то есть хореографического спектакля с содержательным сюжетом. Анджолини стал сторонником и продолжателем Хильфердинга в этом направлении :38.
В 1758 году, после отъезда Франца Хильфердинга из Вены в Санкт-Петербург, Анджолини занял его освободившуюся должность, став руководителем балетной труппы Императорского театра. Здесь он работал в тесном сотрудничестве с композитором Кристофом Виллибальдом фон Глюком, сочинявшим балеты специально для его постановок. В 1761 году был поставлен «Дон Жуан или каменный пир» по одноимённой пьесе Мольера, где Глюк впервые предпринял попытку симфонизировать балетную музыку, в 1762 — «Орфей и Эвридика», ставшая реформаторской в оперной музыке. Помимо сотрудничества с Глюком Анджолини писал музыку для многих своих балетов самостоятельно.
В 1765 году Анджолини поставил балет «Семирамида», а затем в том же году отправился в Санкт-Петербург, где в 1766 году заменил Хильфердинга на посту руководителя Императорского театра. Эти два балетмейстера возродили в России «балет действия» (Ballet d'action), к тому времени пришедший в упадок в Европе. Кроме того, Анджолини пытался ввести элементы русской культуры в свои работы посредством использования песен, народных танцев и русской тематики в целом. Так, в 1767 году он поставил в Москве «Забавы в святках», полностью основанные на русском материале :38.
В России Анджолини поставил ряд аллегорических спектаклей, прославляющих российский императорский двор. После того, как по желанию Екатерины II ей самой и её сыну Павлу Петровичу были сделаны прививки от оспы, Анджолини поставил по поводу их выздоровления балет «Побеждённое предрассуждение» (императрице он не понравился). Победам русского оружия были посвящены «Новые аргонавты» и «Торжествующая Россия»:39.
Анджолини ставил балеты на мифологические сюжеты или на сюжеты французских комедий. В 1776 году им был поставлен балет по трагедии А. П. Сумарокова «Семира» — первый героический балет (ballet héroïque) на русском материале:39.
В 1772—1773 годах был балетмейстером театра «Сан-Бенедетто» в Венеции. В 1778 году переехал в Милан, чтобы руководить театром «Ла Скала».

## Воззрения
Как и Новерр, Анджолини был причастным к исканиям просветительской мысли, прославившись как теоретик балета классицизма:307. «Письма Гаспаро Анджолини к господину Новерру о балетах-пантомимах» наиболее полно выразили его идеи в отношении балетного театра.
Анджолини был хореографом, заинтересованным в первую очередь в развитии драматических возможностей танца. Танец и пантомима, два основных выразительных средства хореографии, в трудах Анджолини представлены в неравных пропорциях. В теоретическом споре с Новерром, пытаясь решить вопрос о том, возможно ли передать пантомимой «идеи прошедшего и будущего», он утверждал, что посредством «немой речи» никак нельзя передать пророчество Кассандры:122. В то же время он не отрицал танцевальную технику «серьёзных балетов» времён Людовика XIV, которая, «кстати применённая в логично поставленных балетах нашего времени, предлагает даже теперь весьма интересные моменты если не в композиции самих балетов, то в исполнении танцовщиков»:260.
Будучи приверженцем классицизма, вслед за своим учителем Хильфердингом Анджолини отвергал всяческую буффонаду и приёмы комедии дель арте, «жесты и движения, осуждаемые стыдливостью, подражание испорченной природе, действия, тяготеющие к дурным обычаям, гримасы и обезьяньи ужимки марионеток, всегда далёкие и от искусства, и от природы — словом, все балаганные выходки ярмарочных акробатов»:260. Был против того, чтобы музыка прилаживалась к танцевальному действию и изображаемым эмоциям,  приспосабливалась к требуемым танцевальным движениям.
Он был также ранним представителем итальянского национализма и писал о плачевной, с его точки зрения, ситуации, когда Германия и Россия имеют лучшие культурные учреждения, чем Италия.

## Постановки
В своём творчестве Анджолини смог раздвинуть рамки балетной эстетики в сфере героической и трагической хореодрамы:279. Однако, как и другие представители классицизма, он не смог преодолеть накладываемые им ограничения, когда сама природа балетного искусства, чья образность лежит в эмоциональной сфере, подчинялась требованиям драматургии, регламентировавшей  чувство и подчинявшей его рассудку»:265. У героев его балетов «страсти пылали в жёстко ограниченных границах»:61, ведь пантомимные трагедии требовали укрупнённости и статуарности, а не естественности и живости чувства.
Вена
- 1765 — «Семирамида»

Москва
- 1767 — «Забавы в святках»

Санкт-Петербург
- 1769 — «Армида и Ринальдо», музыка Германа Раупаха
- 1772 — «Семира», на музыку собственного сочинения (по трагедии Сумарокова)

Вена
- 1774 (1777?) — «Китайский сирота» по трагедии Вольтера
- 1775 — «Монтесума»

Санкт-Петербург
- 1776 — «Ариадна и Тезей»

В балетах Анджолини блистали такие артисты, как Нанси Ливье, Гаэтано Джойя. Среди его учеников — Иван Вальберх.